# 1918 a sportban
1918 legfontosabb sporteseményei a következők voltak:
- Az MTK nyeri a hadibajnokságként megrendezett NB1-et. Ez a klub hatodik bajnoki címe.
- Az első világháború miatt nem kerül megrendezésre a Tour de France és a Giro d’Italia.

## Születések
- január 1. – Willy den Ouden, olimpiai bajnok holland úszó († 1997)
- január 8. – Sepp Bradl, világbajnok osztrák síugró († 1982)
- január 9. – Willy Gysi, olimpiai bronzérmes svájci kézilabdázó († ?)
- január 22. – Elmer Lach, háromszoros Stanley-kupa-győztes, HHOF-tag, kanadai jégkorongozó († 2015)
- január 28. – Rudolf Wirz, olimpiai bronzérmes svájci kézilabdázó († ?)
- február 3. – Helen Stephens, olimpiai bajnok amerikai atléta († 1994)
- február 25. – Miguel Gallastegui, baszk-gipuzkoai baszk pelota játékos († 2019)
- március 5. – Milt Schmidt, Stanley-kupa-győztes kanadai jégkorongozó, edző, HHOF-tag († 2017)
- április 8. – Zimonyi Róbert, magyar olimpiai bronzérmes és amerikai aranyérmes evezős kormányos († 2004)
- április 19. – Whitey Kurowski, World Series bajnok amerikai baseballjátékos († 1999)
- április 20. – Gál József, világbajnok magyar birkózó († 2003)
- április 26. – Fanny Blankers-Koen, négyszeres olimpiai bajnok holland atléta, rövidtávfutó, gátfutó († 2004)
- május 13. – Mogens Lüchow, világbajnok dán párbajtőrvívó († 1989)
- május 30. – Martin Lundström, kétszeres olimpiai aranyérmes svéd sífutó († 2016)
- június 18. – Szittya Károly, olimpiai bajnok vízilabdázó, edző († 1983)
- június 27. – Adolph Kiefer, olimpiai bajnok amerikai úszó († 2017)
- július 4. – Johnnie Parsons, amerikai autóversenyző († 1984)
- július 13. – Alberto Ascari, Formula–1-es világbajnok olasz autóversenyző († 1955)
- július 21. – Ádám Sándor, magyar válogatott labdarúgó, csatár, jobbszélső († 1974)
- július 23. – Pee Wee Reese, World Series bajnok amerikai baseballjátékos, National Baseball Hall of Fame and Museum tag († 1999)
- július 27. – Jopie Selbach, olimpiai bajnok holland úszó († 1998)
- augusztus 6. – Ambrózi Jenő, súlyemelő, edző († 1985)
- október 9. – Willy Hufschmid, olimpiai bronzérmes svájci kézilabdázó († ?)
- október 24. – Rafael Iriondo, spanyol válogatott baszk labdarúgó, csatár, edző († 2016)
- október 17. – Incze László, román válogatott labdarúgó († 1969)
- november 2. – Terták Elemér, magyar műkorcsolyázó, sportvezető († 1999)
- november 4. – Holvay Endre, magyar sportvezető, edző, röplabdázó († 2016)
- november 30. – Mary Pratt, amerikai baseballjátékos († 2020)
- december 13. – Bill Vukovich, indianapolisi 500-as győztes amerikai autóversenyző († 1955)
- december 17. – Fábián Dezső, olimpiai bajnok magyar vízilabdázó († 1973)

## Halálozások
| Halálozás     | Név              | Nemzetiség, sportág, eredmények                                          | Születés |
| ------------- | ---------------- | ------------------------------------------------------------------------ | -------- |
| ?             | Victor Willems   | olimpiai bajnok belga vívó                                               | 1877     |
| február 2.    | John L. Sullivan | amerikai nehézsúlyú ökölvívó                                             | 1858     |
| március 10.   | Jim McCormick    | amerikai baseballjátékos                                                 | 1856     |
| március 13.   | Reggie Pridmore  | olimpiai bajnok brit gyeplabdázó, első világháborús katona tiszt, őrnagy | 1886     |
| március 22.   | Jim Holdsworth   | amerikai baseballjátékos                                                 | 1850     |
| április 22.   | Walter Chaffe    | olimpiai ezüst és bronzérmes brit kötélhúzó                              | 1870     |
| április 30.   | Gaston Salmon    | olimpiai bajnok belga vívó                                               | 1878     |
| június 20.    | Lipovetz Géza    | magyar labdarúgó, fedezet, nemzeti labdarúgó-játékvezető                 | 1882     |
| június 21.    | Davy Force       | amerikai baseballjátékos                                                 | 1849     |
| július 21.    | Larry Pape       | World Series bajnok amerikai baseballjátékos                             | 1885     |
| augusztus 25. | Karl Haagensen   | olimpiai bajnok norvég tornász                                           | 1871     |
| augusztus 29. | Cecil Healy      | olimpiai bajnok ausztrál úszó                                            | 1881     |
| október 15.   | Johnny Aitken    | amerikai autóversenyző                                                   | 1885     |
| december 20.  | Silk O’Loughlin  | amerikai baseball bíró                                                   | 1872     |